# Petritoli

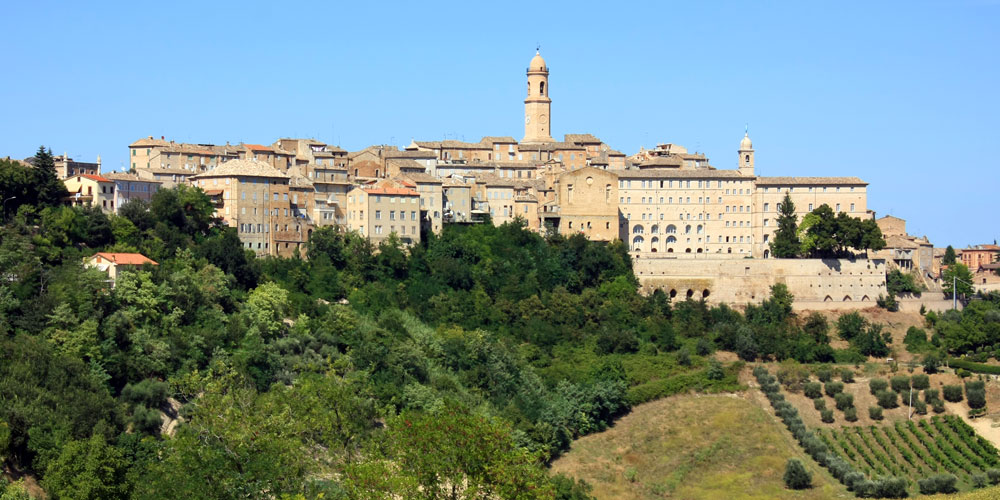
Panorama von Petritoli

Petritoli (im lokalen Dialekt: Pietrìtulu) ist eine italienische Gemeinde (comune) mit 2149 Einwohnern (Stand 31. Dezember 2023) in der Provinz Fermo in den Marken. Die Gemeinde liegt etwa 12 Kilometer südwestlich von Fermo. Die südliche Gemeindegrenze bildet der Aso.

## Geschichte
Petritoli ist eine Gründung des Klosters Farfa im 10. Jahrhundert unter dem Namen Castel Rodolfo. 1055 ging die Gemeinde an den Bischof von Fermo.

## Verkehr
Durch die Gemeinde führt die Strada Statale 433 della Val d'Aso.

## Gemeindepartnerschaften
Petritoli unterhält eine inneritalienische Partnerschaft mit der Gemeinde Vidor in der Provinz Treviso.